# Raúl Tamez
Raúl Antonio Tamez Carrillo (Ciudad de México, 20 de febrero de 1987) es un bailarín, actor y coreógrafo. Fue el primer mexicano en ganar el premio Bessie Awards.

## Biografía
Tamez Carrillo inició su carrera actoral a los ocho años en Televisa, con un papel en la telenovela Amigos x siempre y otros programas de esta cadena. Posteriormente estudió actuación en el Centro de Educación Artística.
Durante un tiempo eligió desarrollar una carrera al margen de la actuación, habiendo cursado una carrera técnica en la preparatoria del Instituto Politécnico Nacional, donde también empezó los estudios de licenciatura en Contaduría (que dejaría al poco tiempo). Retomando su carrera artística, cursó la licenciatura de Danza Contemporánea en la Escuela Nacional de Danza Clásica y Contemporánea y en Codarts, en Países Bajos.
Del 2011 al 2015 estudió a distancia la carrera de Sociología en la Universidad Nacional Autónoma de México.
En 2016 estudia la maestría en danza contemporánea por la Universidad John Moores.

### Carrera actoral
En 2009 formó parte del elenco en el relanzamiento del musical ¡Qué plantón! 
Como bailarín formó parte de las compañías Le Jeune Ballet du Quebec, Ceprodac, IT Dansa, Aura Dance Theater, Eva Martz Dance Company y el Ballet de Cámara de Riga, donde interpretó repertorios de coreógrafos como Jiry Kilyan, Sidi Larbi, Alexander Eckman, Rafael Bonachela, Wayne Mc Gregor, Ohad Naharin y Jasmin Vardimon.
En 2018 participó como maestro en el programa del reality show mexicano La Academia 2018.
Como corógrafo ha creado más de 30 obras presentadas la gran parte en México y otros países como Eslovenia, Suecia, Turquía, Estados Unidos, Colombia y Australia.
Es el primer coreógrafo mexicano que trabajó para la compañía Limón Dance Company después de José Limón.

## Obras
- 2014 — Payaso Capital Barcelona, España[17]
- 2015 — Mingus o el Mundando Mundo Terrenal[18]
- 2015 — Fosa[19]
- 2016 — Clash obra realizada en Cuba, España y Colombia[20]
- 2016 — Atari Antihéroe para la graduación de la Licenciatura en Danza de la Universidad de Aguascalientes[21]
- 2020 — Novena Sinfonía[22]
- 2021 — Cityquiero[23]
- 2021 — Migrant Mother para la Limon Dance Company Joyce Theater EEUU y gira en Alemania[24]
- 2021 — Heaven, Turquía, Solo Dance Festival[25]
- 2022 — Como una Bruma Sonora para el Ceprodac y el Festival Internacional Cervantino[26]
- 2023 — Once Humming Bird para el Lincoln Center, Estados Unidos[27]
- 2023 — Blue Deer, Sidney, Australia[28]
- 2023 — Optimal Stoppping en Wollongong en Nueva Gales del Sur, Australia[29]

## Premios
- 2015 — Premio Nacional a la creación escénica contemporánea.[30]
- 2016 — El Mágico Teatro de la Muerte, premio nacional de danza Guillermo Arriaga[31]
- 2017 y 2018 —  Se hizo acreedor a dos premios  Lunas del Auditorio por la creación del Festival Internacional de Danza Contemporánea de la Ciudad de México.[32]
- 2022 — Obtiene el Bessie Awards, en Nueva York.[1]